# Liste der Baudenkmale in Großefehn
Die Liste der Baudenkmale in Großefehn enthält die nach dem Niedersächsischen Denkmalschutzgesetz geschützten Baudenkmale in der ostfriesischen Gemeinde Großefehn. Die Quelle der Baudenkmale ist der Denkmalatlas Niedersachsen. Der Stand der Liste ist der 14. Januar 2024.

## Allgemein
In den Spalten befinden sich folgende Informationen:
- Lage: die Adresse des Baudenkmales und die geographischen Koordinaten. Kartenansicht, um Koordinaten zu setzen. In der Kartenansicht sind Baudenkmale ohne Koordinaten mit einem roten Marker dargestellt und können in der Karte gesetzt werden. Baudenkmale ohne Bild sind mit einem blauen Marker gekennzeichnet, Baudenkmale mit Bild mit einem grünen Marker.
- Bezeichnung: Bezeichnung des Baudenkmales
- Beschreibung: die Beschreibung des Baudenkmales. Unter § 3 Abs. 2 NDSchG werden Einzeldenkmale und unter § 3 Abs. 3 NDSchG Gruppen baulicher Anlagen und deren Bestandteile ausgewiesen.
- ID: die Objekt-ID des Baudenkmales
- Bild: ein Bild des Baudenkmales, ggf. zusätzlich mit einem Link zu weiteren Fotos des Baudenkmals im Medienarchiv Wikimedia Commons. Wenn man auf das Kamerasymbol klickt, können Fotos zu Baudenkmalen aus dieser Liste hochgeladen werden:

## Aurich - Oldendorf
| Lage                                            | Bezeichnung                              | Beschreibung | ID       | Bild           |
| ----------------------------------------------- | ---------------------------------------- | --- | -------- | -------------- |
| Börgtun 2 53° 24′ 53″ N, 7° 36′ 9″ O            | St.-Petri-Kirche                         | | 34639090 | Weitere Bilder |
| Börgtun 2 53° 24′ 53″ N, 7° 36′ 8″ O            | St.-Petri-Kirche (Glockenturm)           | | 34639113 |                |
| Börgtun 2 53° 24′ 52″ N, 7° 36′ 8″ O            | St.-Petri-Kirche (Friedhof)              | | 34640582 | BW             |
| Oldendorfer Straße 17 53° 25′ 1″ N, 7° 36′ 5″ O | Wohn-/ Wirtschaftsgebäude (Hof Hinrichs) | | 34639135 | BW             |
| Oldendorfer Straße 17 53° 25′ 1″ N, 7° 36′ 4″ O | Backhaus (Hof Hinrichs)                  | | 34639159 | BW             |
| Postweg 53° 24′ 54″ N, 7° 36′ 6″ O              | Kriegerdenkmal                           | Obeliskenartige Sandsteinstele. Oberteil mit Ehrenkränzen, aufgesetztem Würfel und metallenem Adler. Inschriftentafel (Granit). | 34641082 | BW             |
| Voßkuhler Straße 59 53° 24′ 56″ N, 7° 38′ 12″ O | Wohn-/ Wirtschaftsgebäude                | | 34639227 | BW             |
| Voßkuhler Straße 59 53° 24′ 56″ N, 7° 38′ 13″ O | Backhaus                                 | Massiver Rohziegelbau unter Satteldach. Backofen erhalten.                                                                      | 34639182 | BW             |
| Voßkuhler Straße 59 53° 24′ 57″ N, 7° 38′ 11″ O | Schafstall                               | | 34639204 | BW             |
| Voßkuhler Straße 59 53° 24′ 56″ N, 7° 38′ 11″ O | Durchfahrt                               | | 34640650 | BW             |

## Bagband
| Lage                                       | Bezeichnung                        | Beschreibung | ID       | Bild           |
| ------------------------------------------ | ---------------------------------- | --- | -------- | -------------- |
| Dorfstraße 26 53° 21′ 0″ N, 7° 36′ 32″ O   | Martin-Luther-Kirche               | Saalbau im Rohziegelmauerwerk. Längsseite mit rundbogigen Fenstern, Südseite mit Eingangstür. Mitte 13. Jh. 4-gesch. Westturm unter hohem Pyramidendach. 1895.                                | 34639250 | Weitere Bilder |
| Dorfstraße 26 53° 20′ 59″ N, 7° 36′ 32″ O  | Martin-Luther-Kirche (Friedhof)    | | 34639274 | BW             |
| Dorfstraße 26 53° 21′ 0″ N, 7° 36′ 33″ O   | Martin-Luther-Kirche (Einfriedung) | | 34640626 | BW             |
| Dorfstraße 26 53° 20′ 59″ N, 7° 36′ 33″ O  | Martin-Luther-Kirche (Wurt)        | | 34640530 | BW             |
| Krummhörn 19 53° 20′ 59″ N, 7° 36′ 27″ O   | Wohn-/ Wirtschaftsgebäude          | Wi-Giebel mit segmentbogigen Gusseisen-Fenstern (Halbkreisunterteilung). Halbwalmdach. Zum Teil unterkellert. Originale Schiebefenster. 1811.                                                 | 34641158 | BW             |
| Mühlenstraße 1 53° 20′ 34″ N, 7° 36′ 26″ O | Windmühle                          | Holländermühle. Auf Rohziegelunterbau aufgesetzter Achtkant m. Reetbehang und kupfergedeckter Haube, Flügel u. Windrose. 1812.                                                                | 34639323 | Weitere Bilder |
| Mühlenstraße 1 53° 20′ 34″ N, 7° 36′ 26″ O | Wohn-/ Wirtschaftsgebäude          | Zur Mühle giebelständiger Wirtschaftsteil mit Durchfahrt. Originale segmentbogige Fenster, im OG Rechteckfenster. Wohnteil mit originaler Fensterteilung. Halbwalmdach mit Ladeluke. Um 1830. | 34639323 |                |
| Mühlenstraße 1 53° 20′ 33″ N, 7° 36′ 28″ O | Backhaus                           | Kleiner freistehender Rohziegelbau unter Satteldach. 2002/03 saniert. | 34639373 | BW             |

## Felde
| Lage                                          | Bezeichnung               | Beschreibung | ID       | Bild |
| --------------------------------------------- | ------------------------- | --- | -------- | ---- |
| Kuckucksleegde 16 53° 25′ 57″ N, 7° 35′ 25″ O | Wohn-/ Wirtschaftsgebäude | Rohziegelbau. Wi-Teil mit Durchfahrt, segmentbogige Fenster. Wohnteil mit zeitgenössischer Fenstereinteilung, Stockwerksgesims in gemusterter Ziegelziersetzung. 1913. | 34641185 | BW   |
| Mühlenweg 1a 53° 25′ 50″ N, 7° 35′ 19″ O      | Mühle                     | Holländermühle. 2-gesch. octogonaler Unterbau mit Galerie. Schaft m. Reetbehang. Haube mit Flügel vollständig erhalten. 1866                                           | 34639419 |      |
| Mühlenweg 1a 53° 25′ 50″ N, 7° 35′ 18″ O      | Wohn-/ Wirtschaftsgebäude | Wi-Teil unter Halbwalmdach m. segmentbogigen Fenstern. Wohnteil mit erneuerten Fenstern und zeitgenössischer Tür. 1860. Mit Zwischenbau an Mühle angebaut.             | 34639443 | BW   |
| Mühlenweg 1a 53° 25′ 50″ N, 7° 35′ 19″ O      | Nebengebäude              | 2-gesch. giebelständiger Rohziegelbau mit 1-gesch. Anbau. Giebel m. Ladeluke. Um 1900. Dicht bei der Windmühle gelegen.                                                | 34639467 | BW   |

## Großefehn

### Mittegroßefehn
| Lage                                           | Bezeichnung               | Beschreibung | ID       | Bild |
| ---------------------------------------------- | ------------------------- | --- | -------- | ---- |
| Kirchstraße 13 53° 23′ 39″ N, 7° 33′ 59″ O     | Kirche                    | Saalbau in Rohziegelmauerwerk mit halbrunder Apsis u. eingezogenem 3-gesch. Glockenturm unter Satteldach. Rundbögen mit ornamentierter Fensterverglasung. 1865.                          | 34639562 |      |
| Kirchstraße 13 53° 23′ 40″ N, 7° 34′ 2″ O      | Kriegerdenkmal            | Gedenkstätte mit Mahnmalen für die Gefallenen des Krieges 1870/71 (Obelisk mit Adler) und zur Erinnerung an die Gefallenen der beiden Weltkriege.                                        | 34639585 |      |
| Neue Wieke Nord 23 53° 23′ 27″ N, 7° 33′ 45″ O | Wohn-/ Wirtschaftsgebäude | Traufständiger Massivbau unter z. T. tiefgezogenem Walmdach mit Uhlenloch. Wi-Giebel mit Halbkreisfenstern, Wohnteil mit originalen 12-teiligen segmentbogigen Schiebefenstern. Um 1880. | 34641306 | BW   |
| Neue Wieke Süd 16 53° 23′ 27″ N, 7° 33′ 53″ O  | Wohn-/ Wirtschaftsgebäude | | 34641331 | BW   |
| Schrahörnstraße 48 53° 23′ 48″ N, 7° 32′ 59″ O | Wohn-/ Wirtschaftsgebäude | Gulfscheune mit Reet gedeckt, Wohnteil mit Tonpfannendeckung. Spätes 18. Jh., als Ankerbalkenkonstruktion unter Verwendung eines älteren Gulfgerüstes errichtet.                         | 39819475 |      |

### Ostgroßefehn
| Lage                                              | Bezeichnung                                 | Beschreibung | ID       | Bild |
| ------------------------------------------------- | ------------------------------------------- | --- | -------- | ---- |
| Dreeskenweg 1 53° 23′ 24″ N, 7° 34′ 47″ O         | Kinderheim (Leinerstift)                    | Langgestreckter giebelständiger Rohziegelbau unter ausgebautem Satteldach. Allseitig 8-teilige, 2-flügelige Holzfenster mit Oberlicht. Ende 19. Jh.                                | 34639631 | BW   |
| Dreeskenweg 1 53° 23′ 23″ N, 7° 34′ 46″ O         | Jugendheim (Leinerstift)                    | U-förmiger 2-gesch. traufständiger Rohziegelbau, 7-achsig, mit 3-achsigem mittigem Dachhäuschen. 1865. Anbauten zu beiden Enden des Haupthauses ebenfalls Rohziegel.               | 34639607 |      |
| Kanalstraße Nord 66 53° 24′ 11″ N, 7° 35′ 53″ O   | Wohn-/ Wirtschaftsgebäude                   | Traufständiger Rohziegelbau unter Halbwalmdach. Segmentbogige Fenster, teilweise ersetzt. Um 1920.                                                                                 | 34639723 | BW   |
| Kanalstraße Nord 66 53° 24′ 11″ N, 7° 35′ 53″ O   | Schmiede                                    | Kleiner giebelständiger Rohziegelbau unter Satteldach. Giebelseite mit Einfahrtstor und achtteiligen segmentbogigen Fenstern. Um 1920.                                             | 34639700 |      |
| Kanalstraße Nord 66 53° 24′ 11″ N, 7° 35′ 53″ O   | Anbau                                       | | 34640696 | BW   |
| Kanalstraße Nord 82 53° 24′ 9″ N, 7° 36′ 14″ O    | Windmühle                                   | Galerieholländer auf achteckigem Rohziegelunterbau. 2-gesch. Schaft mit Reetbehang. Jalousienflügel u. Windrose erhalten. 1804. Verbindung zum Müllerhaus im OG.                   | 34639746 |      |
| Kanalstraße Nord 82 53° 24′ 9″ N, 7° 36′ 15″ O    | Wohn-/ Wirtschaftsgebäude (ehem.Müllerhaus) | Rohziegelbau unter Halbwalmdach. Wohngiebel mit Verbindungsteil zur Mühle im OG. Stahlanker mit Initialen. Um 1850.                                                                | 34639770 | BW   |
| Kanalstraße Nord 82 53° 24′ 9″ N, 7° 36′ 14″ O    | Packhaus                                    | | 34639794 | BW   |
| Kanalstraße Nord 164 53° 24′ 26″ N, 7° 38′ 31″ O  | Fehnhaus                                    | Giebelständiger Rohziegelbau unter reetgedecktem Halbwalmdach. Wohngiebel mit gerade abschließender Wand. Originale Schiebefenster. Um 1850.                                       | 34641414 | BW   |
| Kanalstraße Nord 164 53° 24′ 26″ N, 7° 38′ 31″ O  | Hochhecke                                   | | 34642700 | BW   |
| Kanalstraße Süd 5 53° 23′ 55″ N, 7° 34′ 17″ O     | Wohn-/ Wirtschaftsgebäude                   | | 34639842 | BW   |
| Kanalstraße Süd 5 53° 23′ 54″ N, 7° 34′ 17″ O     | Backhaus                                    | | 34639818 | BW   |
| Kanalstraße Süd 31 53° 24′ 12″ N, 7° 35′ 4″ O     | Wohn-/ Wirtschaftsgebäude                   | | 34641476 | BW   |
| Kanalstraße Süd 43 53° 24′ 9″ N, 7° 35′ 30″ O     | Wohn-/ Wirtschaftsgebäude                   | Traufständiger Massivbau unter Halbwalmdach in Reetdeckung mit Uhlenloch. Wi-Teil mit segmentbogigen Fenstern. Im OG 8-teilige Schiebefenster.                                     | 34641499 | BW   |
| Kanalstraße Süd 97 53° 24′ 2″ N, 7° 37′ 14″ O     | Arend Hoppe Hügel                           | Pyramidenförmiger Hügel am Straßenrand, aus Kanalerde aufgeschüttet. 1835. | 34641452 | BW   |
| Kanalstraße Süd 161 a 53° 24′ 26″ N, 7° 38′ 31″ O | Auferstehungskirche                         | Saalbau in Rohziegelmauerwerk in neugotischem Stil mit polygonaler Apsis unter niedrigerem Dach. Dachreiter auf quadratischem Grundriss. 1880. Aufbahrungsgebäude als Bestandteil. | 34641524 |      |
| Kanalstraße Süd 161 a 53° 24′ 31″ N, 7° 39′ 5″ O  | Auferstehungskirche (Kirchhof)              | | 34642654 | BW   |

### Westgroßefehn
| Lage                                             | Bezeichnung                     | Beschreibung | ID       | Bild |
| ------------------------------------------------ | ------------------------------- | --- | -------- | ---- |
| Achterlangsweg 9 53° 22′ 57″ N, 7° 31′ 36″ O     | Schule                          | Kleiner Rohziegelbau mit Dachreiter. 12-teilige Fenstergliederung an der Traufseite original erhalten, an der Westseite zugesetzt. Tropfenförmige Gesimse. 1871.                            | 34641964 | BW   |
| Fehnweg 13 53° 23′ 0″ N, 7° 31′ 33″ O            | Wohnhaus                        | | 34641989 |      |
| Fehnweg 18 53° 23′ 0″ N, 7° 31′ 41″ O            | Wohn-/ Wirtschaftsgebäude       | Traufständiger Rohziegelbau unter Halbwalmdach. Wi-Giebel im EG 7-achsig. Wohnteil mit hohen rechteckigen 12-teiligen Schiebefenstern, allseitig original erhalten. Um 1830                 | 34642012 | BW   |
| Fehnweg 21 53° 23′ 0″ N, 7° 31′ 47″ O            | Wohn-/ Wirtschaftsgebäude       | Gulfhaus, traufständig, erbaut Mitte 19. Jh. beiderseits mit Krüppelwalm, Wohnteil mit vier Achsen, von den ehem. Schiebefenstern zwei im Giebel erhalten.                                  | 34642359 |      |
| Leerer Landstraße 45 53° 22′ 59″ N, 7° 31′ 32″ O | Wohn-/ Wirtschaftsgebäude       | Traufständiger Bau mit eingezogenem Wohnteil. Giebelschrägen über das Dach angehoben, First mit segmentbogigem Abschluss. Wi-Giebel 6-achsig. Fenster 8-teilig. Stahlanker. Um 1830.        | 34642038 | BW   |
| Leerer Landstraße 47 53° 22′ 58″ N, 7° 31′ 27″ O | Wohn-/ Wirtschaftsgebäude       | Giebelständiger Bau unter Halbwalmdach mit Uhlenloch. Rückwärtiger Wi-Giebel 6-achsig, Wo-Giebel im EG 4-achsig m. 8-teiligen Schiebefenstern. Um 1880.                                     | 34642063 | BW   |
| Leerer Landstraße 48 53° 22′ 59″ N, 7° 31′ 25″ O | Wohn-/ Wirtschaftsgebäude       | Gebäude unter Halbwalmdach. Giebelschrägen über das Dach angehoben, First mit segmentbogigem Abschluss. Wohngiebel 4- achsig. Um 1780.                                                      | 34642088 | BW   |
| Leerer Landstraße 51 53° 23′ 0″ N, 7° 31′ 23″ O  | Wohn-/ Wirtschaftsgebäude       | Rohziegelbau unter Halbwalmdach. Wi-Teil 5-achsig mit Einfahrtstor. Fensterteilung verändert. Um 1850.                                                                                      | 34642112 | BW   |
| Leerer Landstraße 57 53° 23′ 4″ N, 7° 31′ 15″ O  | Mühle                           | Galerieholländer auf oktogonalem Rohziegelunterbau. Rumpf mit Reetbehang. Haube mit Flügel und Windrose erhalten. Um 1890.                                                                  | 34640302 |      |
| Leerer Landstraße 57 53° 23′ 4″ N, 7° 31′ 16″ O  | Müllerhaus                      | Traufständiger 1-gesch. Rohziegelbau unter Halbwalmdach. 5-achsig mit 8-teiligen Fenstern. Um 1850.                                                                                         | 34640351 |      |
| Leerer Landstraße 57 53° 23′ 4″ N, 7° 31′ 14″ O  | Nebengebäude                    | Giebelständiger Rohziegelbau mit ausgebautem Drempelgeschoss. Straßenseitiger Giebel mit Ladeluke und zweiflügeligem Tor. Im Drempelgeschoss mit Mühle verbunden. Um 1900.                  | 34640328 |      |
| Leerer Landstraße 58 53° 23′ 5″ N, 7° 31′ 14″ O  | Wohnhaus                        | Traufständiger 5-achsiger Ziegelbau unter Satteldach. Wohnteil unterkellert. Traufgesims. Ortgang mit Ziegelziersetzung. Segmentbogen-Fenster. Orig. Haustür mit Oberlicht. Um 1860.        | 34640377 |      |
| Leerer Landstraße 58 53° 23′ 4″ N, 7° 31′ 14″ O  | Scheune                         | | 34640430 | BW   |
| Raiffeisenweg 15 53° 22′ 59″ N, 7° 32′ 0″ O      | Wohn-/ Wirtschaftsgebäude       | Traufständiger Rohziegelbau unter Krüppelwalmdach. Wi-Giebel mit Segmentbogen-Fenster. Wohnteil Blockrahmen-Fenster mit Sturz und orig. Fensterteilung. Alte Haustür. 1835.                 | 34642159 |      |
| Schrahörnstraße 53° 23′ 0″ N, 7° 32′ 5″ O        | Klappbrücke II (Großefehnkanal) | Um 1990 abgebrochen. Versetzter Neubau nach altem Vorbild. | 34642215 |      |
| Schrahörnstraße 41 53° 23′ 1″ N, 7° 32′ 11″ O    | Wohn-/ Wirtschaftsgebäude       | Traufständiger Bau, Giebelschrägen über dem Dach angehoben, mit Firstaufsatz. Blockrahmen-Fenster. Um 1835 (Giebelstein „1807“). Originale Landschafts-Wandmalerei (Stofftapeten) erhalten. | 34642187 | BW   |

## Holtrop
| Lage                                           | Bezeichnung                  | Beschreibung | ID       | Bild           |
| ---------------------------------------------- | ---------------------------- | --- | -------- | -------------- |
| Am Hooge Weg 53° 25′ 51″ N, 7° 33′ 51″ O       | Kriegerdenkmal               | Gedenkstätte für die Gefallenen des Krieges 1870/71, Stein stark verwittert. | 34641210 |                |
| Am Hooge Weg 53° 25′ 51″ N, 7° 33′ 51″ O       | Kriegerdenkmal (Baumbestand) | | 34642726 | BW             |
| Boßelstraße 13 53° 26′ 44″ N, 7° 35′ 9″ O      | Wohn-/ Wirtschaftsgebäude    | Südlich der Kirche gelegener Rohziegelbau auf rechteckigem Grundriss unter Satteldach. Um 1300.                                                                                   | 34641047 |                |
| Heerweg/Am Denkmal 53° 25′ 53″ N, 7° 33′ 52″ O | Kriegerdenkmal               | Auf einem abgebuschten runden Hügel gelegene Vierkantsäuleauf Postament. Mit Namenstafel für die Gefallenen der beiden Weltkriegen.                                               | 34641259 |                |
| Heerweg 26 53° 25′ 29″ N, 7° 35′ 7″ O          | Wohn-/ Wirtschaftsgebäude    | Straßenbildprägender Bau unter ausladendem Halbwalmdach, zum Teil in Reetdeckung. Wi-Teil m. Segmentbogen-Fenstern. Wohnteil mit Terrakottafries, originale Fensterteilung. 1912. | 34642236 | BW             |
| Kapellenweg 2 53° 25′ 50″ N, 7° 34′ 4″ O       | Kirche                       | Saalbau in Rohziegelmauerwerk m. eingezogenem Anbau am Westgiebel als Eingangszone. Spitzbogige Fenster. Ende 13. Jh.                                                             | 34639490 | Weitere Bilder |
| Kapellenweg 2 53° 25′ 49″ N, 7° 34′ 4″ O       | Kirche (Glockenturm)         | Südlich der Kirche gelegener Rohziegelbau auf rechteckigem Grundriss unter Satteldach. Um 1300.                                                                                   | 34639513 |                |
| Kapellenweg 2 53° 25′ 48″ N, 7° 34′ 6″ O       | Kirche (Friedhof)            | | 34640604 | BW             |
| Rindelmeerstraße 4 53° 25′ 40″ N, 7° 32′ 53″ O | Wohn-/ Wirtschaftsgebäude    | Gebäude unter Halbwalmdach. Wi-Teil mit segmentbogigen Fenstern. Originale Fenstereinteilung und Einfahrtstore. Zuganker (Initialen). Um 1860.                                    | 34641281 |                |

## Spetzerfehn
| Lage                                                 | Bezeichnung                               | Beschreibung | ID       | Bild |
| ---------------------------------------------------- | ----------------------------------------- | --- | -------- | ---- |
| Alte Norderwieke West 16 53° 23′ 18″ N, 7° 35′ 27″ O | Wohn-/ Wirtschaftsgebäude                 | Rohziegelbau unter ausgebautem Dach. Wi-Teil 7-achsigen gusseisernen Fenstern. Wohnteil im EG 4-achsig mit gemusterter Ziegelsteinsetzung und Ecklisenen. 1924.               | 34641547 | BW   |
| Im Unterende Nord 23 53° 22′ 54″ N, 7° 36′ 29″ O     | Friedhofskapelle (Alte Schule)            | Traufständiger Saalbau in Backsteinmauerwerk auf rechteckigem Grundriss mit 3-gesch. Turm auf quadratischem Grundriss unter verschiefertem Pyramidendach. Rundbogenfenster.   | 34639867 | BW   |
| Im Unterende Nord 23 53° 22′ 55″ N, 7° 36′ 30″ O     | Friedhof                                  | Mit Grabmalen aus der Jahrhundertwende. | 34639891 | BW   |
| Kanalmoorweg 1 53° 23′ 24″ N, 7° 41′ 0″ O            | Wohnhaus                                  | Traufständiger Rohziegelbau unter tiefgezogenem Walmdach in Reetdeckung. Um 1900.                                                                                             | 34641769 | BW   |
| Norderwieke Nord 49 53° 24′ 16″ N, 7° 39′ 27″ O      | Wohn-/ Wirtschaftsgebäude                 | Kleines traufständiges Gulfhaus, um 1860, originale Schiebefenster, obere Giebelfenster mit Klappen, Teilreetbedachung, beide Giebel abgewalmt.                               | 34642285 | BW   |
| Postweg 5 53° 22′ 56″ N, 7° 36′ 39″ O                | Mühle                                     | 3-gesch. Galerieholländer auf polygonalem Unterbau. Schaft mit Reetbehang. Flügel und Windrose erhalten. Erbaut 1886, erweitert 1936. Vorgängerbau von 1818, 1884 abgebrannt. | 34641601 |      |
| Postweg 9 53° 22′ 57″ N, 7° 36′ 38″ O                | Wohn-/ Wirtschaftsgebäude (Compagniehaus) | | 44691039 | BW   |

## Strackholt
| Lage                                          | Bezeichnung               | Beschreibung | ID       | Bild           |
| --------------------------------------------- | ------------------------- | --- | -------- | -------------- |
| Alter Postweg 5 53° 21′ 46″ N, 7° 37′ 1″ O    | Wohn-/ Wirtschaftsgebäude | Rohziegelbau unter ausgebautem Halbwalmdach. Wi-Giebel achtachsig mit Durchfahrt u. 6-teiligen segmentbogigen Gusseisen-Fenster. 1891.                                                  | 34641650 | BW             |
| Alter Postweg 9 53° 21′ 57″ N, 7° 37′ 5″ O    | Bahnhof Strackholt ehem.  | Rohziegelbau unter Halbwalmdach mit Wi- und Wohnteil. Allseitig originale 2-flügelige Fenster mit Oberlicht. Um 1880.                                                                   | 34641675 | BW             |
| Dobbenende 13 53° 22′ 4″ N, 7° 37′ 56″ O      | Wohn-/Geschäftshaus       | Rohziegelbau unter Halbwalmdach m. Uhlenloch in Reetdeckung. Wi-T eil 7-achsig m. segmentbogigen Gusseisenfenstern. Wo-Teil mit ausgebautem Drempel, Giebel in Ziegelziersetzung. 1924. | 34641699 | BW             |
| Höchter Straße 44 53° 23′ 27″ N, 7° 39′ 31″ O | Wohn-/ Wirtschaftsgebäude | Traufständiger Rohziegelbau mit Halbwalmdach in Reetdeckung auf Eckgrundstück. Originale Fenster, im Wohngiebel zweiflügelig. Um 1900.                                                  | 34641745 | BW             |
| Lindenstraße 20 53° 22′ 8″ N, 7° 38′ 25″ O    | St. Barbara               | Rohziegelbau. Im Grundriss Kreuzform in Ostwestrichtung mit halbrunder Ostapsis. Spitzbogige Lanzettfenster. Hauptschiff Mitte 13. Jh.; Nordanbau 1853, Westanbau 1881.                 | 34639916 | Weitere Bilder |
| Lindenstraße 20 53° 22′ 7″ N, 7° 38′ 24″ O    | St. Barbara (Glockenturm) | Freistehender Rohziegelbau mit drei Glocken. | 34639942 |                |
| Lindenstraße 20 53° 22′ 7″ N, 7° 38′ 26″ O    | St. Barbara (Friedhof)    | Kirchhof mit alten Grabsteinen. | 34639965 |                |
| Lindenstraße 20 53° 22′ 9″ N, 7° 38′ 26″ O    | St. Barbara (Umfriedung)  | | 34640455 | BW             |
| Lindenstraße 20 53° 22′ 7″ N, 7° 38′ 26″ O    | St. Barbara (Wurt)        | | 34640505 | BW             |
| Lindenstraße 26 53° 22′ 9″ N, 7° 38′ 36″ O    | Wohn-/ Wirtschaftsgebäude | Traufständiges Gulfhaus, erbaut um 1900, mit Querhaus, Haustür mit verziertem Oberlicht, originale Stichbogenfenster.                                                                   | 34642334 | BW             |
| Lindenstraße 26 53° 22′ 8″ N, 7° 38′ 36″ O    | Backhaus                  | | 34642676 | BW             |
| Lindenstraße 34 53° 22′ 10″ N, 7° 38′ 46″ O   | Wohn-/ Wirtschaftsgebäude | Traufständiges Gulfhaus, erbaut um 1900; aufwendig gearbeitete Stichbogenfenster; im Wohnhausgiebel großes, halbrund abgeschlossenes Mittelfenster; Giebelzier mit Spieß                | 34642309 | BW             |

## Timmel
| Lage                                                     | Bezeichnung                         | Beschreibung | ID       | Bild |
| -------------------------------------------------------- | ----------------------------------- | --- | -------- | --- |
| An der Kirche 1 53° 22′ 3″ N, 7° 31′ 29″ O               | Petrus-und-Paulus-Kirche            | Saalbau in Rohziegelmauerwerk unter Satteldach mit eingezogegem Westturm auf quadratischem Grundriss unter Pyramidendach. Spitzbogen-Fenster. 13. Jh | 34639989 | Weitere Bilder |
| An der Kirche 1 53° 22′ 2″ N, 7° 31′ 28″ O               | Petrus-und-Paulus-Kirche (Friedhof) | Kirchhof mit alten Grabmalen. | 34640012 | |
| An der Kirche 10 53° 21′ 59″ N, 7° 31′ 26″ O             | Wohnhaus                            | Ziegelbau unter Halbwalmdach. Wi-Giebel mit segmentbogigen Gusseisen-Fenstern. Wo-Teil mit mehrsprossigen erneuerten Fenstern in Holzrahmungen. 1871 | 34641816 | |
| An der Seefahrtschule 1 53° 21′ 56″ N, 7° 31′ 29″ O      | Wohnhaus                            | | 34640036 | |
| An der Seefahrtschule 2 53° 21′ 56″ N, 7° 31′ 27″ O      | Wohnhaus                            | | 34641842 | |
| An der Seefahrtschule 8 53° 21′ 50″ N, 7° 31′ 24″ O      | Städtische Navigationsschule Timmel | Städtische Navigationsschule, 1862 als Neubau für 1846 gegründete Schule errichtet. Zweigeschossiger Massivbau in Backsteinrohbauweise, mit Satteldach, traufständig. Breit gelagerte, mauerwerkssichtige Fassade, Gliederung durch horizontale Stockwerks- und Abschlussgesimsbänder mit Backsteinornamentik sowie vertikale Pilaster, die die Fassade kassettenformig strukturieren. Regelmäßige Fensteröffnungen mit Segmentbögen, Haupteingang in Mittelachse. | 34640062 | Weitere Bilder |
| An der Seefahrtschule 8a 53° 21′ 51″ N, 7° 31′ 24″ O     | Stallgebäude                        | Langgestreckter traufständiger Rohziegelbau, 7-achsig unter Satteldach. Um 1850. Z.Zt. als Wohnung genutzt. | 34640089 | |
| Bültweg 5 53° 21′ 52″ N, 7° 31′ 39″ O                    | Wohn-/ Wirtschaftsgebäude           | Gulfscheune stark eingekürzt und zum Wohnteil zugeschlagen. 1-gesch. Rohziegelbau unter Krüppelwalmdach. Bauzeitliche Tür, Schiebefenster z. T. erhalten, überwiegend erneuert. Erb.1789. | 34642447 | |
| Leerer Landstraße 53° 23′ 3″ N, 7° 31′ 20″ O             | Klappbrücke III (Großefehnkanal)    | | 34640403 | BW |
| Leerer Landstraße 53° 23′ 6″ N, 7° 31′ 15″ O             | Großefehnkanal (Schleuse I)         | | 34640275 | |
| Leerer Landstraße 53° 23′ 4″ N, 7° 31′ 17″ O             | Großefehnkanal (Kanalabschnitt)     | | 34640553 | BW |
| Leerer Landstraße 53° 23′ 8″ N, 7° 31′ 12″ O             | Klappbrücke IV (Großefehnkanal)     | | 34640249 | BW |
| Leerer Landstraße 31 53° 21′ 59″ N, 7° 31′ 19″ O         | Gasthof „Kastanjehoff“              | | 34640112 | |
| Schippersweg 14 53° 21′ 52″ N, 7° 31′ 23″ O              | Wohn-/ Wirtschaftsgebäude           | Gebäude unter Halbwalmdach. Wi-Giebel mit Rundbogen-Fenster, Wohnteil mit originalen Fensterteilungen, im EG 4-achsig mit Blockrahmen. 1897 | 34641886 | BW |
| (Timmel) Timmeler Hauptweg 1 53° 21′ 54″ N, 7° 31′ 55″ O | Wohn-/ Wirtschaftsgebäude           | | 34640147 | [[Vorlage:Bilderwunsch/code!/C:53.364877,7.531943!/D:(Timmel) Timmeler Hauptweg 1, Wohn-/ Wirtschaftsgebäude!/\|BW]] |
| Ulbarger Straße 7 53° 21′ 54″ N, 7° 31′ 52″ O            | Wohn-/ Wirtschaftsgebäude           | | 34640191 | BW |
| Ulbarger Straße 17 53° 21′ 53″ N, 7° 31′ 44″ O           | Wohn-/ Wirtschaftsgebäude           | | 34641937 | BW |
| Ulbarger Straße 30 53° 21′ 56″ N, 7° 31′ 54″ O           | Wohn-/ Wirtschaftsgebäude           | Giebelständiger Bau unter Halbwalmdach. Wi-Giebel mit mehrteiligen Segmentbogen-Fenstern. Wohnteil mit Drempelgeschoss, originale Fenster. Giebel und Traufseiten m. Lisenen. 1895. | 34640219 | BW |
| Ulbarger Straße 40 53° 21′ 55″ N, 7° 31′ 45″ O           | Wohn-/ Wirtschaftsgebäude           | 1 1/2-gesch. Gulfhaus in Ziegelbauweise unter Krüppelwalmdach. Beitelmauerwerksverzierung im Wohngiebel. Ehem. Upkammer im Wohnteil (1. H. 19. Jh.). Innengerüst Wi-Teil wohl 17. Jh. | 34641011 | BW |

## Tunge / Ulbargen
| Lage                                                     | Bezeichnung               | Beschreibung | ID       | Bild |
| -------------------------------------------------------- | ------------------------- | --- | -------- | --- |
| (Tunge) Tunger Straße 8 53° 25′ 59″ N, 7° 39′ 47″ O      | Wohn-/ Wirtschaftsgebäude | | 34642260 | [[Vorlage:Bilderwunsch/code!/C:53.432923,7.662984!/D:(Tunge) Tunger Straße 8, Wohn-/ Wirtschaftsgebäude!/\|BW]]      |
| (Ulbargen) Ulbarger Straße 1 53° 22′ 27″ N, 7° 35′ 3″ O  | Wohn-/ Wirtschaftsgebäude | | 34641354 | [[Vorlage:Bilderwunsch/code!/C:53.374299,7.58404!/D:(Ulbargen) Ulbarger Straße 1, Wohn-/ Wirtschaftsgebäude!/\|BW]]  |
| (Ulbargen) Ulbarger Straße 2 53° 22′ 29″ N, 7° 34′ 55″ O | Wohn-/ Wirtschaftsgebäude | Traufständiger Rohziegelbau. Wi-Teil 7-achsig mit gesproßten Segmentbogen-Fenstern. Durchfahrtstore und Wohnteil m. Holzstürzen. Originale Fenster. Ende 19. Jh. | 34641912 | [[Vorlage:Bilderwunsch/code!/C:53.374632,7.582001!/D:(Ulbargen) Ulbarger Straße 2, Wohn-/ Wirtschaftsgebäude!/\|BW]] |